# Rombai
Rombai es un grupo musical uruguayo de cumbia pop liderado por Fer Vázquez. Se formó en diciembre de 2014.

## Historia

### Primera etapa
Los integrantes del grupo musical se conocieron en 2013 mientras estudiaban comunicación en la Universidad ORT Uruguay y, en diciembre de 2014, decidieron formar Rombai como una excusa para verse y divertirse. Los integrantes originarios de la banda fueron Fernando Vázquez y Camila Rajchman en voces, Felipe Sánchez en guitarra, Nicolás Velloso en bajo, Brian García y Agustín Correa en batería y percusión, Ramiro Caruso en teclado; y Nathalie Rubinstein en güiro. Su eslogan es «Rombai, de fiesta». El nombre del grupo proviene de un juego en el que participaba el abuelo de la exvocalista Camila Rajchman.
El 27 de diciembre de 2014 lanzaron su primer sencillo en YouTube, titulado «Locuras contigo», el cual se volvió masivo; esto fue lo que les motivó a seguir con el grupo. En febrero de 2015 lanzaron su segundo sencillo, «Yo también», cuyo video musical tuvo miles reproducciones en YouTube. Poco tiempo después firmaron un contrato con Claro para poder promocionar su música. El 13 de marzo de 2015 lanzaron su tercer sencillo, titulado «Curiosidad». El 13 de mayo de ese mismo año hicieron el lanzamiento de la canción «Noche loca», con la colaboración de Márama.
El 31 de julio de 2015 difundieron su quinto sencillo, titulado «Adiós»; el video musical del mismo superó las 47 millones de reproducciones, permitiendo que llegase a estar en la plataforma VEVO de YouTube. El 17 de octubre lanzaron su sexto sencillo, «Segundas intenciones». El 23 de diciembre de 2015 lanzaron su séptimo sencillo, titulado «Yo te propongo».
En diciembre de 2015, junto a Márama se presentaron en el programa argentino Showmatch, uno de los más vistos en ese país, donde interpretaron varias de sus canciones más exitosas y tuvieron gran convocatoria.
El 12 de enero de 2016 la banda lanzó su primer álbum De Fiesta, con las clásicas canciones conocidas.
Durante el verano de 2016, se presentaron en diversos lugares del interior de Argentina donde tuvieron gran convocatoria.

### Segunda etapa
El 15 de marzo del mismo año, la banda anunció a través de las redes sociales que la vocalista Camila Rajchman abandonaría la banda. Según ella misma confesó, todo se complicó luego de escándalo ocurrido en el Festival de Villa María, Córdoba, donde fue abucheada por el público. «Hubo un punto en el que se desvirtuó todo, nos quedamos muy tristes con la performance».
A fines de abril y comienzos de mayo de 2016, se presentaron en el Luna Park junto a Márama, donde el grupo presentó dos canciones nuevas, «Reencuentro» y «Abrázame». Ese mismo mes, se anunció la realización de una película documental biográfica de ellos junto a Márama titulada Marama - Rombai - El viaje, la cual se estrenó en julio de 2016.
El 20 de mayo de 2016 la banda lanzó la versión deluxe del primer álbum, con las canciones clásicas conocidas, más canciones estreno.
El 7 de noviembre de ese año, el líder confirma en redes sociales que la argentina Emilia Mernes será quien cantará a su lado, después de 8 meses cantando solo..
En junio de 2016, Nathalie "Nata" Rubinstein anuncia por redes sociales que abandona el grupo musical para dedicarse a los estudios. En octubre, se confirma que Valentina "Vala" Nirenberg, Rodrigo Molina y Agustín Correa abandonan el grupo por diversos motivos. Además el lugar de Agustín Correa fue ocupado por Brian García, que anteriormente ocupaba el lugar de la batería, y en su lugar se unió un nuevo integrante llamado Juan Martino.
El 1 de noviembre de 2016, lanzan un nuevo video musical «Abrázame». El 25 de noviembre de 2016 Rombai lanza su canción «Cuando se pone a bailar» el cual se ha convertido en su tema más exitoso en la plataforma de YouTube rompiendo sus propios récords.
El 26 de febrero de 2017, se presentaron junto a Márama en el Anfiteatro de la Quinta Vergara participando por primera vez en el Festival Internacional de la Canción de Viña del Mar en Chile, dónde consiguieron una Gaviota de plata y una Gaviota de oro.
En abril de 2018, Emilia Mernes anunció su renuncia, la artista continuaría su carrera como solista.

### Tercera etapa
Fer Vázquez, vocalista del grupo, buscaba dos cantantes para que canten junto a él. Las nuevas vocalistas serían la colombiana Valeria Emiliani y la boliviana Megumi Bowles. Emiliani, de 29 años, es actriz y fue protagonista de diversas novelas en Colombia. Bowles, de 22 años, fue participante del reality show televisivo titulado La Banda del canal estadounidense Univisión en 2016, mismo concurso del que salió el grupo CNCO.
Lanzaron la canción «Me voy», que fue una de las canciones más escuchadas en ese año en Spotify en Uruguay y Argentina. Debido al éxito de la canción, al otro año lanzan una versión remixada, junto a Abraham Mateo y Reykon.
Aunque por un periodo del 2019 las voces principales del grupo estuvieron conformadas por Fer Vázquez, la colombiana Valeria Henríquez y la boliviana Megumi Bowles, por ciertas circunstancias Valeria se vio obligada a distanciarse indefinidamente del grupo, por lo que Megumi y Fer continuaron a la cabeza del grupo musical. Un tiempo más tarde, Megumi también abandonaría el grupo, y Fer comenzaría su carrera solista, bajo el mismo nombre de Rombai.

### Actualidad
En diciembre de 2021, Rombai se desvincula de la discográfica Sony Music, luego del lanzamiento del último álbum llamado Positivo.
Luego de la desvinculación de dicha discográfica, Rombai continuó, las palabras de Fernando indicaron que se trataba de "Una nueva etapa en su vida". Lanzó cinco nuevas canciones.

## Discografía

### Álbumes de estudio
| Año  | Título                     | Informaciones |
| ---- | -------------------------- | --- |
| 2016 | De Fiesta                  | - Fecha de lanzamiento: 12 de enero de 2016 - Discográfica: Montevideo Music Group - Formato: CD, descarga digital y streaming |
| 2016 | De Fiesta (Deluxe Version) | - Fecha de lanzamiento: 20 de mayo de 2016 - Discográfica: Montevideo Music Group - Formato: CD, descarga digital y streaming  |
| 2021 | Positivo                   | - Fecha de lanzamiento: 27 de mayo de 2021 - Discográfica: Sony Music Latin - Formato: descarga digital y streaming            |

### Sencillos
| Año  | Título                                         | Álbum                                    |
| ---- | ---------------------------------------------- | ---------------------------------------- |
| 2014 | Locuras Contigo                                | - De Fiesta - De Fiesta (Deluxe Version) |
| 2015 | Yo También                                     | - De Fiesta - De Fiesta (Deluxe Version) |
| 2015 | Curiosidad                                     | - De Fiesta - De Fiesta (Deluxe Version) |
| 2015 | Noche Loca (ft. Márama)                        | - De Fiesta - De Fiesta (Deluxe Version) |
| 2015 | Adiós                                          | - De Fiesta - De Fiesta (Deluxe Version) |
| 2015 | Segundas Intenciones                           | - De Fiesta - De Fiesta (Deluxe Version) |
| 2015 | Yo Te Propongo                                 | - De Fiesta - De Fiesta (Deluxe Version) |
| 2016 | Reencuentro                                    | De Fiesta (Deluxe Version)               |
| 2016 | Olvida Ese Hombre                              | De Fiesta (Deluxe Version)               |
| 2016 | Enamorarnos No (ft. Alvaro Apagón)             | De Fiesta (Deluxe Version)               |
| 2016 | Perdí Tu Amor                                  | De Fiesta (Deluxe Version)               |
| 2016 | Abrázame                                       | De Fiesta (Deluxe Version)               |
| 2016 | Cuando se Pone a Bailar                        | Sencillo sin álbum                       |
| 2017 | Sentí el Sabor                                 | Sencillo sin álbum                       |
| 2017 | Una y Otra Vez                                 | Sencillo sin álbum                       |
| 2017 | Besarte                                        | Sencillo sin álbum                       |
| 2017 | Que Rico Baila (ft. Márama)                    | Sencillo sin álbum                       |
| 2018 | Me Voy                                         | Positivo                                 |
| 2019 | Me Voy (Remix) (ft. Abraham Mateo y Reykon)    | Sencillo sin álbum                       |
| 2019 | 2 Pa' 2                                        | Positivo                                 |
| 2019 | Ganitas                                        | Positivo                                 |
| 2019 | Japón                                          | Positivo                                 |
| 2020 | Japón (Fer Palacio Remix)                      | Sencillo sin álbum                       |
| 2020 | Te Va Doler                                    | Positivo                                 |
| 2020 | Te Extraño                                     | Positivo                                 |
| 2020 | Te Extraño (Versión Acústica)                  | Sencillo sin álbum                       |
| 2020 | Te Extraño (Remix) (ft. MYA y Montano)         | Sencillo sin álbum                       |
| 2020 | Reconócelo (ft. John C)                        | Positivo                                 |
| 2021 | Cachondax (ft. Fer Palacio)                    | Positivo                                 |
| 2021 | Si Tú No Estás (ft. Valentina Olguín)          | Positivo                                 |
| 2021 | No Llores Más Por el (ft. G Sony)              | Positivo                                 |
| 2021 | Imaginate                                      | Positivo                                 |
| 2021 | Peligroso                                      | Positivo                                 |
| 2021 | ¿Que Tal Si Nos Escapamos?                     | Positivo                                 |
| 2021 | Positivo                                       | Positivo                                 |
| 2021 | Difícil (ft. Karen Méndez)                     | Positivo                                 |
| 2021 | No Vas a Cambiar                               | Sencillo sin álbum                       |
| 2022 | Me Encanta                                     | Sencillo sin álbum                       |
| 2022 | Distancia                                      | Sencillo sin álbum                       |
| 2022 | No Se Ruega                                    | Sencillo sin álbum                       |
| 2022 | Vamo' a Tomar Una                              | Sencillo sin álbum                       |
| 2022 | Pa' Que Yo Le De (ft. Lauty Gram y Diel Paris) | Sencillo sin álbum                       |
| 2022 | Ya Me Contaron (ft. Yubeili)                   | Sencillo sin álbum                       |
| 2022 | Vuela (ft. Jaz)                                | Sencillo sin álbum                       |
| 2022 | Me Vas a Extrañar (ft. Grupo 5 y Ezio Oliva)   | Sencillo sin álbum                       |
| 2022 | Verano 2015                                    | Sencillo sin álbum                       |
| 2022 | Cruel                                          | Sencillo sin álbum                       |
| 2023 | Olvídate De Mi                                 | Sencillo sin álbum                       |
| 2023 | Cumbia Cheta (ft. Camila Rajchman)             | Sencillo sin álbum                       |
| 2024 | Hasta el Amanecer (ft. Camila Rajchman)        | Sencillo sin álbum                       |
| 2025 | Unos Mates Y...                                | Sencillo sin álbum                       |

## Película
Marama - Rombai - El viaje es una película documental y biográfica sobre las bandas Márama y Rombai, estrenada el 23 de junio de 2016 en Uruguay y el 4 de agosto en Argentina.

## Galería de fotos
A continuación algunas fotos de la banda.
Primer logo de Rombai (2014)
Rombai 2016 - 2017
Rombai en Viña del Mar 2017